# Бик-Кармалинский сельсовет
Бик-Кармалинский сельсовет — муниципальное образование в Давлекановском районе Башкортостана.
Административный центр — село Бик-Кармалы.

## История
Статус и границы сельского поселения установлены Законом Республики Башкортостан от 17 декабря 2004 года № 126-З «О границах, статусе и административных центрах муниципальных образований в Республике Башкортостан».

## Население
| 2002  | 2009  | 2010  | 2012  | 2013  | 2014  | 2015  |
| ----- | ----- | ----- | ----- | ----- | ----- | ----- |
| 1078  | ↗1094 | →1094 | ↘1061 | ↘1058 | ↘1048 | ↘1018 |
| 2016  | 2017  |       |       |       |       |       |
| ↘1017 | ↘983  |       |       |       |       |       |

## Состав сельского поселения
| № | Населённый пункт | Тип населённого пункта       | Население |
| - | ---------------- | ---------------------------- | --------- |
| 1 | Бик-Кармалы      | село, административный центр | ↗324      |
| 2 | Искандарово      | село                         | ↘254      |
| 3 | Хотимля          | деревня                      | ↗221      |
| 4 | Рублёвка         | деревня                      | →112      |
| 5 | Бахча            | деревня                      | ↗78       |
| 6 | Заря             | деревня                      | ↘65       |
| 7 | Альметово        | деревня                      | ↗24       |
| 8 | Вязовка          | деревня                      | ↘16       |

### Упразднённые населённые пункты
Константиновка — посёлок, упраздненный в 2005 году.